# 天柏路
天柏路（英語：Tin Pak Road）是香港天水圍的一條雙程雙向行車道路，車流量不高，偶爾有往返九龍巴士車廠的巴士駛經。載客巴士路線方面，行走全段天柏路只有港鐵巴士K73線（單向往天恆）及嶼巴B2P線途經，而天城路至天喜街一段天柏路則有進出天慈巴士總站的路線行走。位於道路旁邊的九巴停車場曾發生嚴重巴士意外。

## 火災事件
隸屬九巴屯門分廠的天柏路車廠曾於2008年3月31日凌晨一時左右發生火災，疑似事件起因是一輛Transbus International Enviro500巴士的電箱短路，引致車尾著火燃燒，火勢猛烈一發不可收拾，並伴隨多聲爆炸聲。
事發時正值收車時間，儘管巴士車長及早駛走其他停泊在車廠內的巴士，可是旁邊的十輛巴士仍被波及，其中八輛焚毀，只有二輛輕微損毀可以修復，估計損失總值三千萬元。事件中幸無人受傷。

## 沿線建築
學校
- 嗇色園主辦可銘學校
- 道慈佛社楊日霖紀念學校
- 佛教茂峰法師紀念中學
- 香港管理專業協會羅桂祥中學
- 天水圍天主教小學

康體設施
- 天水圍體育館
- 天水圍游泳池
- 天柏路公園
- 天祥路公園

其他
- 電訊盈科電話機房（Telephone Exchange）
- 九龍巴士停車場

## 交匯道路
- 天祥路
- 天竹街
- 天喜街
- 天城路
- 天湖路

## 外部連結
- YouTube上的Now新聞台：天水圍九巴10輛巴士燒毀 Kmb 10 buses burn down in Tin shui wai
- 香港巴士大典-九巴天柏路車廠火災 （页面存档备份，存于）